# Máttyus Nepomuk János
Alistáli és padányi Máttyus Nepomuk János (Győr, 1794. augusztus 15. – Budapest, 1881. május 8.) királyi udvarnok.

## Élete
Egykori császári és királyi huszár főhadnagy a 3. sz. esztei Ferdinánd főherceg ezredében (1828-ban Pázmándon, Fehér vármegye), később kapitány és a lipcsei csatakereszt tulajdonosa; budakerületi első alkormánybiztos és táblabíró.
Cikke a Magyar Sajtóban (1860. 19., 44. sz. Valami a lovaglásról); az Egyetemes magyar Encyclopaediának is munkatársa volt.

## Munkái
- A nemzeti lovag. A lótudomány vizsgáló ismeretére vezérlő rendszeres oktatás. Két részben 35 rézre metszett rajzzal. Pest, 1828 (hasonmásban 2013)
- Lótudomány. Két részben 20 tábla rajzzal. Uo. 1845 (István főherceg kőnyomatú arcképével)
- Hazafi szózat. Uo. 1847
- Az ó-érem-tudomány az összes culturtanok s szépművészeteknek kiváló segédforrásul szolgál. Uo. 1871
- Catalog von I. Alt-griechisch-, II. Römisch-, III. Ungarisch, Siebenbürgisch und Polnisch, dann IV. Mittelalterlichen Münzen und Medaillien, systematisch geordnet und beschrieben. Uo. 1872 (50 év óta gyűjtötte ezen 6714 példányt, melyről eredetileg francziául írta meg a Catalogust, most pedig az 1873. bécsi kiállításra, gyűjteménye eladása végett, németül adta ki. Ism. Archaeol. Értesítő 29. l.)

1875-ben A görög és római éremtudomány c. munkáját a Magyar Tudományos Akadémiához kiadás végett beküldte, de az kéziratban maradt.